# It Might as Well Be Spring (Album)
It Might as Well Be Spring ist ein Jazzalbum von Larry McKenna. Die am 25. und 28. August 2000 in Exton, Pennsylvania entstandenen Aufnahmen erschienen 2001 auf Dreambox Media.

## Hintergrund
Nachdem der Saxophonist Larry McKenna schon in seinen Fünfzigern war, als er 1997 sein Debütalbum My Shining Hour: Larry McKenna Plays Harold Arlen vorgelegt hatte, ließ er drei Jahre später sein zweites Album folgen, It Might as Well Be Spring, dessen Titelstück ein Lied ist, das 1945 von Richard Rodgers komponiert wurde. Des Weiteren spielte er Jazzstandards wie „Spring Can Really Hang You Up the Most“, „You Must Believe in Spring“, „Skylark“, „How About You“ und „I’ll Remember April“. In seinem Quartett spielten Musiker seiner Heimatstadt Philadelphia, Jason Shattil (Piano), Pete Colangelo (Bass) und Jim Schade (Schlagzeug).

## Titelliste
- Larry McKenna: It Might as Well Be Spring (Dreambox Media DMJ1056)[1]

1. Spring Can Really Hang You up the Most (Fran Landesman / Tommy Wolf) 6:25
2. Make Me Rainbows (Alan Bergman / Marilyn Bergman / Johnny Williams) 4:47
3. So Many Stars (Alan Bergman / Marilyn Bergman / Sergio Mendes) 6:59
4. April Showers (Louis Silvers) 3:23
5. It Might as Well Be Spring (Oscar Hammerstein II / Richard Rodgers) 5:34
6. One Morning in May (Hoagy Carmichael / Mitchell Parish) 3:49
7. You Must Believe in Spring (Alan Bergman / Marilyn Bergman / Jacques Demy / Michel Legrand) 5:29
8. Skylark (Hoagy Carmichael / Johnny Mercer) 4:58
9. How About You (Ralph Freed / Burton Lane) 5:24
10. I’ll Remember April (Gene DePaul / Patricia Johnston / Don Raye) 5:39
11. Spring Is Here (Lorenz Hart / Richard Rodgers) 4:31

## Rezeption
Obwohl der Tenorsaxophonist McKenna durchaus in der Lage sei, schnell und aggressiv zu spielen, überwiege auf It Might as Well Be Spring seine romantische Seite, schrieb Alex Henderson, der dem Album in Allmusic viereinhalb Sterne verlieh. Balladen hätten hier eine hohe Priorität, und selbst die Songs, die keine Balladen sind (einschließlich „April Showers“ und „Make Me Rainbows“), würden dazu neigen, besinnlich und entspannt zu klingen. Ein Aspekt, der viele der Stücke verbinde, sei das Thema Frühling; das gelte für „Spring Is Here“ und den Titelsong sowie für „April Showers“ und Hoagy Carmichaels „One Morning in May“. Während der gesamten Session würde McKennas lyrisches und introspektives Spiel an Stan Getz erinnern, doch es sei nicht der Fall, dass McKenna jemals zulasse, dass seine eigene Persönlichkeit in den Hintergrund trete – der erfahrene Tenorsaxophonist klinge auf diesem hervorragenden Album immer wie er selbst.